# Frank Gore
Franklin „Frank“ Delano Gore (* 14. května 1983 v Miami, stát Florida) je hráč amerického fotbalu, nastupující na pozici Running backa za tým Indianapolis Colts v National Football League. Gore hrál univerzitní fotbal za University of Miami, poté byl vybrán ve třetím kole Draftu NFL 2005 týmem San Francisco 49ers, za který hrál až do roku 2014. V tomto klubu je držitelem rekordu v počtu naběhaných yardů a běhových touchdownů.
Během své desetileté kariéry v NFL byl Gore často řazen mezi nejlepší a nejrespektovanější Running backy, pětkrát byl vybrán do Pro Bowlu a v osmi sezónách dokázal naběhat přes tisíc yardů. I přes osobní úspěchy nezaznamenal žádný týmový, protože 49ers si připsali několik špatných sezón v řadě. To se změnilo s příchodem trenéra Jima Harbaugha, který dovedl San Francisco až do Super Bowlu XLVII, byť titul nezískal. V roce 2011 se Gore stal historickým lídrem 49ers v počtu naběhaných yardů a o rok v počtu naběhaných touchdownů. V průběhu sezóny 2014 pak překonal hranici 10 tisíc naběhaných yardů jako 29. hráč v historii NFL. Je rovněž jedním z pouhých tří hráčů, kteří zaznamenali devět za sebou jdoucích sezón, ve kterých si pokaždé připsal 200 a více běhových pokusů s průměrem přes 4 yardy na jeden pokus. Dalšími dvěma jsou členové Fotbalové síně slávy amerického fotbalu Jim Brown a Barry Sanders. Dne 29.9.2019 překonal Frank Gore historickou metu 15.000 naběhaných yardů, a zařadil se tak po bok B.Sanderse, E.Smitha a W.Paytona.

## Mládí
Gore se narodil v Miami, vyrostl v Coconut Grove a navštěvoval Coral Gables High School, kde exceloval jako Running back. Zde zaznamenal dvě výjimečná utkání: proti Miami Northwestern High School naběhal 293 yardů a skóroval 2 touchdowny z deseti pokusů. V dalším zápase naběhal dokonce 319 yardů, skóroval 6 touchdownů z 13 pokusů a to vše proti třetí nejlepší obraně v zemi. V posledním ročníku 2000 Gore překonal několik rekordů okresu, včetně toho pro nejvíc naběhaných yardů (2,997) a touchdownů (39). Následně byl označen jako nejlepší hráč okresu, čtvrtý nejlepší na Floridě a pátý v celých Státech.
Kromě rozvíjení svých fotbalových schopností se Gore rovněž věnoval studiu a pomoci své matce, která bojovala s onemocněním ledvin a začala docházet na dialýzu. Aby zůstal co nejblíže domovu, rozhodl se Frank navštěvovat University of Miami.

## Univerzitní kariéra
Jako nováček si Gore v sezóně 2001 připsal 820 naběhaných yardů a 12 touchdownů z 62 pokusů (průměr 9,3 yardu na jeden pokus), když sloužil především jako záloha za Clintona Portise. Byla to třetí nejúspěšnější nováčkovská sezóna v historii školy a Frank za to byl jmenován Nováčkem roku konference Big East. Na jaře 2002 před začátkem soustředění si přetrhl přední zkřížený vaz a celou sezónu se zotavoval z operace kolena.
Gore se vrátil v sezóně 2003 a v každém z prvních pěti utkání naběhal přes 100 yardů. V posledním roce 2004 si na žádost bratrance a hvězdy Coral Gables Kima Gibsona změnil číslo dresu z 32 na 3, a naběhal téměř tisíc yardů. Celkem za University of Miami nastoupil do 28 zápasů, z 38 pokusů naběhal 1,975 yardů (průměr 5,7 yardu na pokus) a skóroval 17 touchdownů. Jeho 1,975 yardů je sedm nejlepším výkonem v historii školy a 17 touchdownů desátým. Kromě toho zachytil 25 přihrávek pro 985 yardů, vrátil dva kickoffy pro 48 yardů a zaznamenal 5 tacklů ve Special teamu.

## Profesionální kariéra
Gore byl vybrán ve třetím kole Draftu NFL 2005 jako 65. hráč celkově týmem San Francisco 49ers a 28. července 2005 s ním podepsal tříletou smlouvu.
| Parametry před draftem |           |            |        |          |                   |                |              |                  |
| Výška                  | Váha      | 40 yd dash | 20 ss  | 3 kužely | Vertikální výskok | Skok z místa   | Bench-press  | Wonderlicův test |
| 5 stop 9⅜ palce        | 210 liber | 4.55 s     | 4.11 s | 6.91 s   | 34 palců          | 9 stop 1 palec | 17 opakování | 6                |

### San Francisco 49ers

#### Sezóna 2005
Gore odehrál 14 zápasů, jeden jako startující hráč, dvakrát chyběl kvůli zranění třísel. Sezónní průměr 4,8 yardu na jeden běhový pokus byl nováčkovským sedmým nejlepším v historii NFL. Frank vedl týmové běhové statistiky (608 yardů ze 127 pokus, 3 touchdowny) a rovněž 15 zachycených přihrávek pro 131 yardů. Poslední nováčkem 49ers, který vedl běhové statistiky týmu, byl v roce 1990 Dexter Carter s 460 yardy.
V prvním utkání kariéry v NFL proti St. Louis Rams si ze čtyř běhových pokusů připsal 17 yardů a dvě zachycené přihrávky pro 21 yardů. Proti Washingtonu Redskins naběhal 89 yardů, včetně 72 yardů dlouhého touchdownu ve čtvrté čtvrtině. Poprvé nastoupil jako startující hráč v 15. týdnu proti Jacksonville Jaguars a překonal hranici 100 kombinovaných yardů, když k 79 naběhaným yardům přidal tři zachycené přihrávky pro 57 yardů. O týden později skóroval proti Rams dva touchdowny. První utkání s více než 100 naběhanými yardy předvedl v 17. týdnu proti Houston Texans, když si z 25 běhových pokusů připsal 108 yardů. Po skončení sezóny se pak podrobil větší operaci v obou ramenech.

#### Sezóna 2006
Gore se stal startujícím hráčem poté, co byl 19. srpna 2006 dosavadní držitel této pozice Kevan Barlow vyměněn do New York Jets za právo volby ve čtvrtém kole draftu.
Celkem si v sezóně Gore připsal z 312 běhových pokusů 1,695 yardů. Překonal tak rekord klubu, který v roce 1998 vytvořil Garrison Hearst s 1,570 yardy a od této chvíle začal být považován za jednoho z nejlepších Running backů NFL. Gore v této sezóně rovněž překonal rekord klubu v kombinovaných yardech, když k 1,695 běhovým přidal 485 nachytaných, čímž opět překonal Hearstův zápis z roku 1998. Ze všech Running backů konference NFC se umístil druhý za Stevenem Jacksonem (1,528 běhových a 806 nachytaných) a čtvrtý z celé NFL. V prvním utkání proti Seattle Seahawks pak Gore překonal rekord klubu v počtu yardů naběhaných v jednom utkání; z 24 pokusů získal 212 yardů a překonal dosavadní rekord 201 yardů Charlieho Garnera z 24. září 2000 proti Dallas Cowboys. Celkem si v tomto ročníku připsal devět zápasů se 100 a více naběhanými yardy, čímž výrazně překonal dosavadní rekord klubu, kteří se šesti zápasy drželi Garrison Hearst (1998) a Roger Craig (1988).
Sezónu zakončil rovněž s 61 zachycenými přihrávkami, nejlépe z celého týmu 49ers. Stal se tak teprve třetím hráčem v historii NFL, který vedl svůj tým jako Running back i nejlepší receiver: těmi dalšími byli Reggie Bush z New Orleans Saints a Brian Westbrook z Philadelphie Eagles. Za tyto výkony byl Gore dvakrát jmenován NFC Ofenzivním hráčem týdne a startujícím Running backem týmu konference NFC v Pro Bowlu. Zpočátku sezóny měl ovšem problémy s fumbly, kterých se dopustil v každém z prvních čtyř zápas sezóny, poté ovšem zlepšil své schopnosti a ve zbytku sezóny zaznamenal už jen jeden.

#### Sezóna 2007

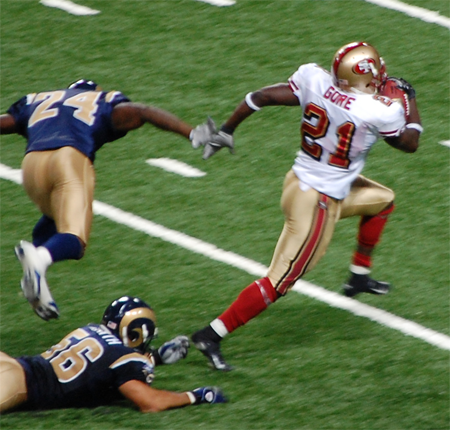
Gore v akci proti St. Louis Rams v sezóně 2007.

28. března 2007 Gore podepsal za 28 milionů dolarů rozšíření stávajícího kontraktu o čtyři sezóny. Rovněž oznámil, že v ročníku 2011 je jeho cílem překonání rekordu Erica Dickersona v počtu naběhaných yardů za jednu sezónu.
Gore si zlomil kost v ruce během tréninkového kempu 30. července a následně zmeškal celou přípravu. 13. září zemřela jeho matka kvůli přetrvávajícímu onemocnění ledvin, takže zmeškal předzápasovou přípravu, ale pro zápas již byl připravený a skóroval 2 touchdowny. Jinak ovšem sezóna nebyla ani zdaleka tak úspěšná, jak Frank i 49ers očekávali, a tak nejlepším počinem tohoto ročníku bylo 116 naběhaných, 98 nachytaných yardů a 2 touchdowny proti Arizona Cardinals. Celková bilance sezóně zněla 1,102 naběhaných a 436 nachytaných yardů.

#### Sezóna 2008
Gore začal sezónu 2008 proti úřadujícím šampionům konference NFC, Arizoně Cardinals, 96 naběhanými yardy z pouhých čtrnácti pokusů. Přesto San Francisco prohrálo 13:23. V podobném duchu se nesl i zbytek sezóny, když Gore předváděl skvělé výkony (např. 120 naběhaných yardů proti Lions, 101 proti Eagles), ale jeho tým nakonec ukončil ročník 2008 se zápornou bilancí bez účasti v play-off. Gore se na konci sezóny stal historicky prvním hráčem 49ers, který ve třech za sebou jdoucích ročnících naběhal více než tisíc yardů.

#### Sezóna 2009

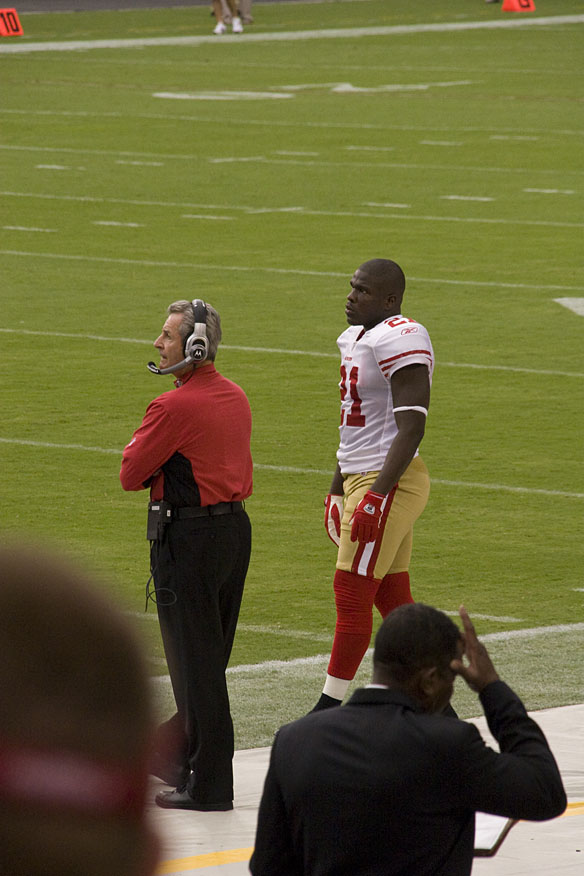
Gore čeká na zapojení do hry během otevíracího utkání sezóny 2009 proti Arizoně Cardinals

Gore začal sezónu 2009 pod vedením nového trenéra Running backů, Toma Rathmana. Záda mu kryl Glen Coffee, kterého si 49ers vybrali ve třetím kole draftu.
Po špatném výkonu v prvním týdnu proti Cardinals Gore předvedl životní zápas o týden později proti Seattle Seahawks. Připsal si 206 naběhaných yardů s průměrem 12,8 yardu na jeden pokus, včetně 79 a 80 yardů dlouhých touchdownových běhů. Stal se tak druhým hráčem v historii NFL, který v jednom utkání skóroval dva běhové touchdowny delší než 75 yardů. Následovala pauza zaviněná zraněním kotníku. Další kvalitní výkony předvedl v 14. týdnu proti Cardinals (167 yardů z 25 pokusů, touchdown) a 16. týdnu proti Bears (107 yardů z 16 pokusů). Za své výkony byl jmenován jako náhradník do Pro Bowlu 2009, nicméně 20. ledna 2010 Steven Jackson oznámil, že se Pro Bowlu nezúčastní kvůli zranění a Gore zaujal jeho místo.

#### Sezóna 2010
Po produktivním začátku si Gore ve 12. týdnu proti Cardinals zlomil pravou kyčel a sezóna pro něj skončila.

#### Sezóna 2011
Gore 30. srpna 2011 podepsal prodloužení stávající smlouvy o tři roky za 25,9 milionu dolarů. Během přestávky mezi sezónami 49ers najali Jima Harbaugha jako nového hlavního trenéra . Ten vystavěl hru okolo silné běhové hry, pasové hry jako doplňku a kvalitní obrany. Tato kombinace vynesla 49ers k bilanci 13 vítězství, 3 porážky, vítězství v divizi NFC West a účasti v play-off, první v Goreho kariéře.
První tři zápasy sezóny se mu příliš nevyvedly, z 59 pokusů naběhal pouze 149 yardů a skóroval 1 touchdown. Obrat přišel ve čtvrtém týdnu na hřišti Eagles, když 49ers poločasovou ztrátu 3:23 dokázali otočit na 24:23. Gore naběhal 127 yardů včetně rozhodujícího běhového touchdownu čtyři minuty před koncem. Do přestávky v 7. týdnu přidal ještě 125 yardů proti Buccaneers a 141 yardů proti Lions. V podobných výkonech pokračoval až do 10. týdne, ve kterém proti New York Giants naběhal 0 yardů a v druhé půli odstoupil kvůli zranění kolena. Bylo to jeho první utkání v kariéře, ve kterém naběhal 0 yardů. Příští týden proti Cardinals se opět vrátil do hry a naběhal 88 yardů. Celkem si pak v sezóně připsal 1,211 yardů a popáté v řadě překonal hranici tisíc yardů za sezónu.
V play-off utkání proti New Orleans Saints skóroval Frank 42 yardů dlouhý touchdown, celkem si připsal 89 yardů a pomohl svému týmu ke zdolání protivníka 36:32. Ve finále konference proti Giants naběhal 74 yardů, ale jeho tým prohrál 17:20 v prodloužení. I tento rok byl vybrán do Pro Bowlu.

#### Sezóna 2012
I tuto sezónu zahájil Gore ve velkém stylu, na Lambeau Filed pomohl 112 naběhanými yardy k vítězství svého týmu 30:22 nad Green Bay Packers. Dále přidal 64 yardů a touchdown proti Jets, 106 yardů proti Bills a 131 yardů proti Seahawks. Celková bilance ročníku zněla 1,214 naběhaných yardů z 258 pokusů, 8 touchdownů a další účast v Pro Bowlu.
V play-off se 49ers opět střetli s Packers a opět zvítězili, k výsledku 45:31 přispěl Gore 119 naběhanými yard a touchdownem. První čtvrtině konferenčnímu finále proti Falcons dominoval Wide receiver Julio Jones se 100 získanými yardy, 49ers jako celek byli na -2. V druhé půli ovšem Gore naběhal 90 yardů, skóroval 2 touchdowny a 49ers zvítězili 28:24. V Super Bowlu XLVII Gore z 19 pokusů naběhal 110 yardů a skóroval touchdown, nicméně Baltimore Ravens poločasové vedení uhájili a zvítězili 31:34.

#### Sezóna 2013
Před startem sezóny se diskutovalo, jaký vliv na Goreho výkony bude mít věk, protože v přestávce mezi sezónami překročil třicítku. Jeho odpovědí bylo odehraných všech šestnáct zápasů základní části. Po pomalejším startu v prvních dvou zápasech proti Colts naběhal 82 yardů z pouhých 11 pokusů. Ve čtvrtém týdnu pak předvedl nejlepší výkon sezóny, když si proti Rams připsal 153 yardů a touchdown. Celkem si v tomto ročníku připsal tři zápasy se 100 a více naběhanými yardy, 1,128 yardů a 9 touchdownů.

#### Sezóna 2014
Gore potřeboval k pokoření hranice 10,000 naběhaných yardů v kariéře pouhých 33, což zvládl během prvního utkání ročníku proti Cowboys. I v dalších zápasech předváděl skvělé výkony, jenže trenér Jim Harbaugh ztratil autoritu v kabině a následkem toho 49ers prohráli několik vyrovnaných utkání. A tak ani Goreho 1,106 naběhaných yardů a 4 touchdowny nestačili na lepší než třetí místo v divizi s bilancí 8-8. Frank v posledním utkání za 49ers proti Chargers naběhal 144 yardů z 25 pokusů a jako dvacátý hráč v historii NFL překonal hranici 11 tisíc naběhaných yardů v kariéře.

### Indianapolis Colts
10. března 2015 podepsal Gore smlouvu s Indianapolis Colts, která mu zaručuje garantovaný příjem 8,5 milionu dolarů. Před podpisem s Colts se často hovořilo o tom, že Gore souhlasil s přestupem do Philadelphie Eagles, která se 9. března zbavila LeSean McCoy. Nicméně následující den několik zdrojů potvrdilo, že Gore svůj úmysl přehodnotil a místo toho podepsal smlouvu s Colts.

#### Sezóna 2015
Gore se okamžitě stal startujícím hráčem na pozici Running backa a zde odehrál všech šestnáct utkání základní části. V nich si připsal 967 naběhaných yardů s průměrem 3,7 yardu na jeden pokus, což bylo nejnižší číslo v jeho kariéře. Skóroval sice 6 touchdownů, ale rovněž zaznamenal 4 fumbly z toho tři ztracené. Kromě toho zachytil 34 přihrávek pro 267 yardů a jeden touchdown, ale i tak byla jeho první sezóna v dresu Colts hodnocena mírně negativně.

### Statistiky

#### Základní část
| Sezóna | Tým                 | Zápasů | Zápasů | Běhy   | Běhy   | Běhy | Běhy | Běhy | Pasová hra | Pasová hra | Pasová hra | Pasová hra | Pasová hra | Fumbly | Fumbly |
| Sezóna | Tým                 | OZ     | SH     | Pokusy | Yardy  | Prům | Nejd | TD   | Zachyc     | Yardy      | Prům       | Nejd       | TD         | Fumbly | Ztrac  |
| ------ | ------------------- | ------ | ------ | ------ | ------ | ---- | ---- | ---- | ---------- | ---------- | ---------- | ---------- | ---------- | ------ | ------ |
| 2005   | San Francisco 49ers | 14     | 1      | 127    | 608    | 4.8  | 72T  | 3    | 15         | 131        | 8.7        | 47         | 0          | 2      | 2      |
| 2006   | San Francisco 49ers | 16     | 16     | 312    | 1,695  | 5.4  | 72   | 8    | 61         | 485        | 8.0        | 39         | 1          | 6      | 5      |
| 2007   | San Francisco 49ers | 15     | 15     | 260    | 1,102  | 4.2  | 43T  | 5    | 53         | 436        | 8.2        | 23T        | 1          | 4      | 3      |
| 2008   | San Francisco 49ers | 14     | 14     | 240    | 1,036  | 4.3  | 41T  | 6    | 43         | 373        | 8.7        | 26         | 2          | 6      | 3      |
| 2009   | San Francisco 49ers | 14     | 14     | 229    | 1,120  | 4.9  | 80T  | 10   | 52         | 406        | 7.8        | 48         | 3          | 4      | 2      |
| 2010   | San Francisco 49ers | 11     | 11     | 203    | 853    | 4.2  | 64   | 3    | 46         | 452        | 9.8        | 41         | 2          | 4      | 2      |
| 2011   | San Francisco 49ers | 16     | 15     | 282    | 1,211  | 4.3  | 55   | 8    | 17         | 114        | 6.7        | 13         | 0          | 2      | 2      |
| 2012   | San Francisco 49ers | 16     | 16     | 258    | 1,214  | 4.7  | 37   | 8    | 28         | 234        | 8.4        | 26         | 1          | 2      | 1      |
| 2013   | San Francisco 49ers | 16     | 16     | 276    | 1,128  | 4.1  | 51   | 9    | 16         | 141        | 8.8        | 29         | 0          | 3      | 3      |
| 2014   | San Francisco 49ers | 16     | 16     | 255    | 1,106  | 4.3  | 52T  | 4    | 11         | 111        | 10.1       | 55T        | 1          | 2      | 2      |
| 2015   | Indianapolis Colts  | 16     | 16     | 260    | 967    | 3.7  | 37   | 6    | 34         | 267        | 7.9        | 34         | 1          | 4      | 3      |
|        | Celkem              | 164    | 150    | 2,702  | 12,040 | 4.5  | 80   | 70   | 376        | 3,150      | 8.4        | 55         | 12         | 39     | 28     |

### Play-off
| Sezóna | Tým                 | Zápasů | Zápasů | Běhy   | Běhy  | Běhy | Běhy | Běhy | Pasová hra | Pasová hra | Pasová hra | Pasová hra | Pasová hra | Fumbly | Fumbly |
| Sezóna | Tým                 | OZ     | SH     | Pokusy | Yardy | Prům | Nejd | TD   | Zachyc     | Yardy      | Prům       | Nejd       | TD         | Fumbly | Ztrac  |
| ------ | ------------------- | ------ | ------ | ------ | ----- | ---- | ---- | ---- | ---------- | ---------- | ---------- | ---------- | ---------- | ------ | ------ |
| 2011   | San Francisco 49ers | 2      | 2      | 29     | 163   | 5.6  | 42   | 0    | 13         | 83         | 6.4        | 24         | 0          | 1      | 0      |
| 2012   | San Francisco 49ers | 3      | 3      | 63     | 319   | 5.1  | 33   | 4    | 2          | 48         | 24.0       | 45         | 0          | 0      | 0      |
| 2013   | San Francisco 49ers | 3      | 3      | 48     | 164   | 3.4  | 39   | 1    | 3          | 36         | 12.0       | 17         | 0          | 0      | 0      |
|        | Celkem              | 8      | 8      | 140    | 646   | 4.6  | 42   | 5    | 18         | 167        | 9.3        | 45         | 0          | 1      | 0      |